# Боб Райс
Боб Райс (на английски: Bob Reiss) е американски писател на бестселъри в жанра трилър и публицистика. Пише и под псевдонимите Итън Блек (на английски: Ethan Black) и Джеймс Абел (на английски: James Abel), както и като Р. Скот Райс (R Scott Reiss) и Скот Кентърбъри (Scott Canterbury), при публикации на немски език.

## Биография и творчество
Боб Райс е роден на 13 ноември 1951 г. в Ню Йорк, САЩ. Започва да пише още от 13-годишна възраст. Завършва през 1973 г. Северозападния университет с бакалавърска степен по журналистика и през 1976 г. Университета на Орегон с магистърска степен по творческо писане. След дипломирането си работи като репортер в „Трибюн“ в Чикаго, журналист в списание „Glamour“, и като кореспондент на списание „Outside“; Публикува в национални издания като „Вашингтон Поуст“, „Smithsonian“, „Ролинг Стоун“, и др. Пътува много до Хонконг, Сомалия, Южна Африка, Антарктида, Арктика, както и други места по света.
Първият му трилър „Summer Fires“ (Летни пожари) е публикуван през 1979 г. Той е много успешен и дава старт на писателската му кариера.
Заедно с писането на романи, в периода 1983 – 1995 г. е лектор по творческо писане в летните лагери на Колежа „Мидълбъри“, а в периода 1996 – 1998 г. е лектор в Университета на Северна Каролина в Уилмингтън.
През 1999 г. е издаден психотрилърът му „Клуб Разбити сърца“ от криминалната поредица „Конрад Ворт“ под псевдонима Итън Блек. Главният герой е полицаят аристократ Конрад Ворт, който работи в отдела за сексуални престъпления и се бори с какви ли не проблеми в личния си живот.
През 2012 – 2013 г. е работи като консултант по въпросите на Арктика за предаването на CBS „60 минути“.
През 2015 г. започва да публикува нова криминална поредица „Джо Ръш“ свързана с Арктика под псевдонима Джеймс Абел.
Автор е и на редица документални книги – „The Road to Extrema“, проучване на унищожаването на бразилските дъждовни гори; „The Coming Storm“, за глобалното затопляне и катастрофалните климатични условия; „The Eskimo and The Oil Man“, за борбата за офшорни сондажи в Арктика, и др.
Боб Райс живее със семейството си в Манхатън и в Западен Масачузетс.

## Произведения

### Като Боб Райс

#### Самостоятелни романи
- Summer Fires (1979)
- The Casco Deception (1983)
- Divine Assassin (1985)
- Saltmaker (1988)
- Flamingo (1989)
- The Last Spy (1993)
- Purgatory Road (1996)
- The Side Effect (2006)

#### Документалистика
- The Road to Extrema (1992)
- Frequent Flyer: One Plane, One Passenger, and the Spectacular Feat of Commercial Flight (1994)
- The Coming Storm: Extreme Weather and Our Terrifying Future (2001)
- The Eskimo and The Oil Man (2012)

### Като Итън Блек

#### Серия „Конрад Ворт“ (Conrad Voort)
1. The Broken Hearts Club (1999)
Клуб Разбити сърца, изд.: „Обсидиан“, София (2002), прев. Любомир Николов
2. Irresistible (2000)
3. All the Dead Were Strangers (2001)
Мъртвите не се познаваха, изд.: „Обсидиан“, София (2002), прев. Любомир Николов
4. Dead for Life (2003)
Ден на гняв, изд.: „Обсидиан“, София (2003), прев.
5. At Hell's Gate (2004)

### Като Р. Скот Райс

#### Самостоятелни романи
- Black Monday (2007)

### Като Джеймс Абел

#### Серия „Джо Ръш“ (Joe Rush)
1. White Plague (2015)
2. Protocol Zero (2015)
3. The Sixth Prophet (2016)